# Zijdewind
Zijdewind (52° 45′ N, 4° 50′ L) é uma cidade dos Países Baixos, na província de Holanda do Norte. Zijdewind pertence ao município de Niedorp, e está situada a 8 km, a norte de Heerhugowaard.
A área de Zijdewind, que também inclui as partes periféricas da cidade, bem como a zona rural circundante, tem uma população estimada em 310 habitantes.